# 小野村 (広島県)
小野村（おのむら）は、広島県神石郡にあった村。現在の神石郡神石高原町の一部にあたる。

## 地理
東城川（成羽川）の流域に位置していた。

## 歴史
- 1889年（明治22年）4月1日、町村制の施行により、神石郡小野村が単独で村制施行し、小野村が発足[1][2]。
- 1955年（昭和30年）4月1日、神石郡油木町、新坂村（一部）と合併し、油木町が存続して廃止された[1][2]。

## 産業
- 農業、コンニャクイモ、葉煙草[2]

## 名所・旧跡
- 小野八幡神社[2]